# Siergiej Nowikow (matematyk)
Siergiej Pietrowicz Nowikow, ros. Сергей Петрович Новиков (ur. 20 marca 1938 w Gorkim, zm. 6 czerwca 2024) – rosyjski matematyk i fizyk matematyczny; profesor Moskiewskiego Uniwersytetu Państwowego im. M.W. Łomonosowa, Instytutu Stiekłowa w Moskwie, University of Maryland, College Park. Znany z prac dotyczących geometrii, topologii algebraicznej, także teorii solitonów i ogólnej teorii względności.
Laureat wielu nagród; w 1967 otrzymał Nagrodę Leninowską, w 1970 medal Fieldsa, a w 2005 Nagrodę Wolfa.

## Życiorys
Pochodził z rodziny matematyków, zarówno jego ojciec Piotr jak i matka Ludmiła byli uznanymi matematykami. Studiował na Moskiewskim Uniwersytecie Państwowym im. M.W. Łomonosowa, który ukończył w 1960. Pracę doktorską obronił w 1964, a rok później habilitował się. W 1966 został członkiem korespondentem, a w 1981 pełnym członkiem Akademii Nauk ZSRR (od 1991 Rosyjskiej Akademii Nauk). Od 1996 był członkiem Papieskiej Akademii Nauk.